# Robinson Rodrigues
Robison Popovits Rodrigues (Brasil, 23 de febrero de 1987) y es un futbolista brasileño. Se desempeña como defensa.

## Clubes
| Club                | País   | Año  |
| ------------------- | ------ | ---- |
| Santacruzense       | Brasil | 2011 |
| San Marcos de Arica | Chile  | 2012 |

## Palmarés

### Campeonatos nacionales
| Título    | Club                | País  | Año  |
| --------- | ------------------- | ----- | ---- |
| Primera B | San Marcos de Arica | Chile | 2012 |